# Wladimir Jakowlewitsch Feinberg
Wladimir Jakowlewitsch Feinberg (russisch Владимир Яковлевич Файнберг/Wladimir Jakowlewitsch Fainberg; * 1. Januar 1926 in Moskau; † 15. November 2010 ebenda) war ein sowjetischer bzw. russischer Physiker.
Feinberg studierte von 1943 bis 1946 am Moskauer Staatlichen Luftfahrtinstitut (MAI) und von 1946 bis 1949 am MIFI, dem Moskauer Institut für Technische Physik. Nach seinem Diplom mit Auszeichnung 1949 war er am Lebedew-Institut (FIAN) tätig. 1953 wurde er promoviert; 1962 habilitierte er sich in Quantenfeldtheorie und Elementarteilchenphysik. Von 1972 bis 1994 war er am FIAN Leiter der Abteilung für Elementarteilchenphysik und ab 1995 Wissenschaftlicher Direktor des FIAN.
Zudem lehrte er seit 1956 an der Fakultät für Physik der Lomonossow-Universität und wurde 1972 zum Professor ernannt. Er betreute als Wissenschaftler 30 Doktoranden und 10 Habilitanden. Er veröffentlichte über 140 wissenschaftliche Arbeiten.
Feinberg war korrespondierendes Mitglied der Abteilung Kernphysik der Russischen Akademie der Wissenschaften. Er wurde geehrt mit dem Ehrenzeichen der Sowjetunion.